# N70 (België)
De N70 is een gewestweg in België en loopt van Gent (Station Gent-Dampoort) naar Antwerpen (Frederik Van Eedenplein). De weg heeft een lengte van ruim 51 kilometer. Voor het grootste stuk volgt deze weg de oude steenweg Gent-Antwerpen. Begin jaren zeventig van de 20e eeuw werd parallel de autosnelweg E17 aangelegd (toen nog E3 genoemd).

## Plaatsen langs de N70
- Gent
- Sint-Amandsberg
- Oostakker
- Lochristi
- Zeveneken
- Lokeren
- Waasmunster
- Sinaai
- Belsele
- Sint-Niklaas
- Nieuwkerken-Waas
- Haasdonk
- Beveren-Waas
- Melsele
- Zwijndrecht
- Antwerpen (Linkeroever)

## N70a
De N70a is een verbindingsweg in Gent. De 2,5 kilometer lange route gaat over de Antwerpsesteenweg en is deels ingericht als eenrichtingsverkeersweg vanuit Lokeren richting station Dampoort toe. Namelijk vanaf de Pilorijnstraat t.e.m. de Dampoortbrug.

## N70b en N70c
De N70b en N70c vormen samen met de N445a de wegen onder het spoor door bij treinstation Gent-Dampoort.